# NGC 474
NGC 474 là một thiên hà hình elip cách xa khoảng 100 triệu năm ánh sáng trong chòm sao Song Ngư. Thiên hà rộng lớn này được biết là sở hữu đuôi thủy triều, mặc dù nguồn gốc của chúng vẫn chưa được biết.

## Siêu tân tinh
Vào tháng 7 năm 2017, một siêu tân tinh loại Ia được chỉ định là SN 2017fgc đã được phát hiện trong NGC 474. Nó nằm cách hạt nhân thiên hà một khoảng cách đáng kể.

## Bộ sưu tập

Hình ảnh NGC 474 thu được bằng MegaCam trên CFHT (tháng 7 năm 2013) -> Hình ảnh NGC 474 thu được bằng MegaCam trên CFHT (tháng 7 năm 2013) ->